# Muhammad al-Arabi ad-Darqawi
Scheich Abu Abdullah Muhammad al-Arabi ad-Darqawi (arabisch محمد العربي الدرقاوي, DMG Muḥammad al-ʿArabī ad-Darqāwī; * 1760; † 1823) war ein marokkanischer Sufi und Schriftsteller. Er lebte in der Nähe von Fès (Marokko) und war der Urheber der Darqawiyya (Darqāwīya)-Tariqa, eines Zweiges der Schadhiliyya. Bekannt ist er durch seine Briefe an seine Schüler, die voller alltäglich-praktischer Anweisungen sind.